# Joseph Seamon Cotter Jr.
Joseph Seamon Cotter Jr. (* 2. September 1895, Louisville,  Kentucky; † 3. Februar 1919) war ein amerikanischer Schriftsteller, Dramatiker und Dichter aus Louisville,  Kentucky. Sein bekanntestes Stück ist der posthum veröffentlichte Einakter On The Fields of France (Auf den Feldern Frankreichs). Außerdem gibt es zahlreiche Gedichtbände von ihm.

## Leben

### Jugend und Bildung
Cotter Jr. wurde in Louisville, Kentucky, geboren. Er besuchte die Central High School und machte 1911 seinen Abschluss. Sein Vater war Joseph Seamon Cotter Sr., ebenfalls ein bekannter afroamerikanischer Schriftsteller und 1911 auch der Schulleiter. Seine Mutter war Maria F. Cox, ebenfalls eine Lehrerin.
Cotter ging an die Fisk University in Nashville, Tennessee. Er erkrankte jedoch an Tuberkulose und kehrte daraufhin nach Hause zurück. Seine Schwester Florence Olivia verstarb 1914 an der Krankheit.

### Schriftstellerei
Als er bereits krank war, begann  Cotter Jr. als Journalist für die Zeitung Leader zu arbeiten. Er vermied es den Stil seines Vaters nachzuahmen und „experimentierte mit freien und, in 'Rain Music', rhythmischen Stilen“ („experimented with free and, in Rain Music, rhythmic styles“). Nach dem frühen Tod 1919 war es sein Vater, der das Werk des Sohnes veröffentlichte. Er wurde geschätzt als der potentiell größte Dichter seiner Generation.